# ТГМК2
ТГМК2 (тепловоз с гидропередачей маневровый калужский, 2-осный) — российский двухосный маневровый тепловоз с гидравлической передачей, производящийся на Калужском машиностроительном заводе.
Первый экземпляр был построен в 2019 году, по состоянию на февраль 2025 года построено не менее шести экземпляров.
В будущем завод планирует организовать серийный выпуск аналогичных тепловозов для лёгкой маневровой работы на промышленных предприятиях.

## История
В конце 2010-х годов Калужский машиностроительный завод (АО «Калугапутьмаш»), входящий в состав группы «Синара», приступил к разработке нового поколения маломощных малогабаритных маневровых тепловозов. Ранее завод до конца 2008 года выпускал маломощные двухосные маневровые тепловозы ТГК2, разработанные ещё в 1960-е годы, а впоследствии их усовершенствованную модификацию ТГК2М с двигателем немного большей мощности, построив в общей сложности 9164 тепловоза данной серии. Спустя 10 лет после завершения производства ТГК2 завод решил вернуться к производству локомотивов схожего класса, поскольку у промышленных предприятий возникла потребность в замене устаревших и изношенных тепловозов. 
В связи с тем, что тепловозы ТГК2 морально устарели, завод принял решение о создании концептуально новой двухосной машины с более мощным двигателем. При разработке локомотива отчасти был использован опыт производства ТГК2, однако конструкция нового локомотива по сравнению с предшественником была перепроектирована заново для обеспечения удобства работы машиниста и соответствия современным требованиям — кабина стала располагаться по центру и на возвышении, а капоты по сравнению с ней были обнижены. Летом 2019 года был построен первый тепловоз, получивший обозначение серии ТГМК2 и временный сетевой номер 0000001.
Тепловоз ТГМК2 впервые был продемонстрирован в августе 2019 года на международной выставке PRO//Движение.Экспо на территории депо экспериментального кольца ВНИИЖТ в Щербинке. В марте 2020 года тепловоз демонстрировался на территории завода руководству Калужской области и послу Швейцарии. Вскоре начались его сертификационные испытания, которые планировалось завершить в августе 2020 года. После завершения сертификации у завода появится разрешение на серийное производство аналогичных тепловозов для нужд предприятий. 25 декабря 2020 года холдинг «Синара – Транспортные машины» (СТМ) получил сертификаты соответствия требованиям Технического регламента Таможенного Союза ТР ТС 001/2011, распространяющиеся на маневровые локомотивы ТГМК2 и ТЭМ14М. Эта сертификация позволяет начать выпуск установочных серий этих тепловозов.

## Общие сведения

### Назначение
Тепловоз ТГМК2 предназначен для выполнения лёгких маневровых и выездных работ на внутренних и подъездных путях промышленных предприятий, железнодорожных депо и ремонтных баз, имеющих ширину колеи 1520 мм. Тепловоз может быть изготовлен в облегчённых вариантах исполнения с двигателем меньшей мощности для эксплуатации на некоторых промышленных предприятиях, пути которых имеют ограничения по допустимой нагрузке на ось. Также по сравнению с тепловозом ТГК2, выпускавшимся ранее Калужским заводом, транспортировка нового тепловоза по магистральным путям может осуществляться не только на платформе, но и в составе поезда на своих колёсах в качестве нетормозной единицы. Конструкция тепловоза позволяет размещать на нём дополнительное навесное оборудование, например роторный снегоочиститель или отвал, что позволяет использовать локомотив для очистки путей от снега. 

### Нумерация и маркировка
Первый тепловоз ТГМК2 получил временный семизначный бортовой номер в формате 0000001. Маркировка с обозначением его серии, производителя и номера тепловоза нанесена краской по бокам его кабины и рамы заглавными буквами в три строки: в верхней строке на кабине крупным шрифтом указана серия ТГМК2, под ней более мелким шрифтом — название завода КАЛУГАПУТЬМАШ, а ещё ниже по центру рамы — номер. Под номером на топливных баках значительно более мелким шрифтом указан общий запас топлива (2000 л), на борту рамы слева от кабины — год постройки и указание о транспортировке, а справа раме указана служебная масса (47 т) и конструкционная скорость (60 км/ч).
По левому борту тепловоза справа от номера закреплена заводская табличка, на которой в левом верхнем углу указан логотип завода, а далее в четыре строки — страна производства (РФ), название завода (АО КАЛУГАПУТЬМАШ), модель тепловоза (ТИП ТГМК2), и порядковый номер в трёхзначном формате с буквой N (N001) с годом выпуска.

### Технические характеристики
Основные технические характеристики тепловоза ТГМК2 в основном и проектном облегчённом исполнении уменьшенной мощности:
| Параметр                             | Параметр                             | Значение            | Значение                        |
| Параметр                             | Параметр                             | основное исполнение | облегчённое исполнение (проект) |
| Осевая формула                       | Осевая формула                       | 20                  | 20                              |
| Размеры                              |                                      |                     |                                 |
| Габарит                              | Габарит                              | 02-ВМ               | 02-ВМ                           |
| Размеры ходовой части, мм            | Диаметр новых колёс                  | 1050                | 1050                            |
| Размеры ходовой части, мм            | Ширина колеи                         | 1520                | 1520                            |
| Размеры ходовой части, мм            | Минимальный радиус проходимых кривых | 60 000              | 60 000                          |
| Весовые характеристики               |                                      |                     |                                 |
| Рабочая масса, т                     | Рабочая масса, т                     | 47                  | 32                              |
| Нагрузка от оси на рельсы, кН (тс)   | Нагрузка от оси на рельсы, кН (тс)   | 230 (23,5)          | 157 (16)                        |
| Запас топлива, т                     | Запас топлива, т                     | 2                   | 2                               |
| Тягово-энергетические характеристики |                                      |                     |                                 |
| Мощность, кВт (л.с.)                 | дизельного двигателя                 | 404 (550)           | 280 (380)                       |
| Мощность, кВт (л.с.)                 | касательная в длит. режиме           | 272 (370)           | 189 (256)                       |
| Удельный расход топлива, г/кВт·ч     | Удельный расход топлива, г/кВт·ч     | 184                 | ?                               |
| Расход топлива на холостом ходу, л/ч | Расход топлива на холостом ходу, л/ч | 3,5                 | ?                               |
| Сила тяги, кН (тс)                   | при трогании с места                 | 140 (14,3)          | ?                               |
| Сила тяги, кН (тс)                   | в длительном режиме                  | 98 (10)             | ?                               |
| Скорость, км/ч                       | в длительном режиме                  | 10                  | ?                               |
| Скорость, км/ч                       | конструкционная                      | 60                  | 60                              |

## Конструкция

### Кузов
Тепловоз имеет кузов капотного типа с двухсторонней башенной кабиной машиниста по центру и двумя небольшими откидными капотами, симметрично расположенными с двух сторон кабины. 
Основу тепловоза составляет рама, воспринимающая все виды нагрузок. Рама имеет небольшое возвышение в центральной части под кабиной машиниста, под которым снизу к ней крепится гидропередача, а по бокам от неё — два топливных бака по одному на каждую сторону. По периметру рамы по бокам от капотов и перед ними организован проход, однако зона справа от каждого капота используется для размещения вспомогательного оборудования. По углам рама имеет спуски с нижней широкой ступенькой, от которой отходят две лестницы — вертикальная боковая с тремя промежуточными ступеньками, ведущая на переднюю площадку рамы, и наклонная продольная с четырьмя промежуточными ступеньками, ведущая в направлении кабины тепловоза. Спереди и по бокам рамы закреплены предохранительные ограждения.
По торцам лобовой части рамы установлены автосцепки СА-3, сбоку от которых размещены рукава пневмомагистралей. На уровне автосцепки и чуть выше её к лобовой части рамы закреплена передняя панель с двумя светодиодными буферными фонарями круглой формы, размещёнными в выступающих вперёд прямоугольных корпусах. Под автосцепкой снизу к раме крепится путеочиститель наклонной плужной формы с изгибом по центру, к низу которого закреплён козырёк.
По центру тепловоза во всю ширину рамы установлена кабина машиниста башенной формы. Боковые стены кабины кабины чуть ниже окон имеют изгиб, снизу от которого они вертикальные, а сверху слегка наклонены к центру. Каждая боковая стена имеет по три окна, смещённые в левую сторону относительно середины, из которых среднее окно снабжено открывающейся форточкой и зеркалом заднего вида, размещённым между ним и правым окном и направленным в сторону левого капота. Крыша кабины имеет передний и задний козырьки и боковые наклонные скаты. Центральная часть крыши горизонтальная и используется для размещения тифонов и антенн поездной радиосвязи.
Лобовые стены кабины имеют вертикальную форму с небольшим наклонным сужением по краям на уровне окон, повторяющим наклон боковых стен. В середине и со стороны правого борта относительно каждой лобовой стены в ней расположено лобовое стекло машиниста, а со стороны левого борта — входная дверь. Лобовое стекло имеет наклонный правый край и вырез со стороны нижнего левого угла и снабжено двумя стеклоочистителями, установленными над ним. Входная дверь поворотная, снабжена встроенным окном и имеет наклонный срез верхнего угла со стороны левого борта. Сверху над лобовым стеклом под крышей в середине кабины размещён прожектор прямоугольной формы, выступающий вперёд, а по бокам от него — фонари красных хвостовых огней. 
Перед средней частью кабины по её торцам установлены низкие капоты, в которых размещено силовое и вспомогательное оборудование. Капоты значительно уже и короче рамы, а по высоте ниже лобового стекла кабины и в передней части имеют наклон вниз. Такая конструкция локомотива обеспечивает удобный панорамный обзор машинисту в обоих направлениях и позволяет работать в стеснённых условиях промышленных предприятий, а также обходить капоты по раме спереди и сбоку. Капоты снабжены вентиляционными решётками. Над передним капотом возле левого края лобового стекла вплотную к кабине установлена вертикальная выхлопная труба, которая делает изгиб под козырьком крыши и выступает чуть выше неё.

### Ходовая часть
Тепловоз ТГМК2 имеет два колёсно-приводных блока с одноступенчатым пружинным подвешиванием. Рама каждого колёсного блока жёстко приварена к раме кузова тепловоза и опирается на кронштейны букс через четыре пружинных комплекта (по два на каждую буксу с каждой стороны) и имеет индивидуальное подвешивание для каждого буксового узла колёсной пары. 
Каждая букса имеет два кронштейна, закреплённые в её нижней части: кронштейн со стороны середины локомотива выступает вбок, а со стороны края — вниз и вбок. На каждый кронштейн опирается пружинный комплект, состоящий из трёх витых соосных цилиндрических пружин. Пружинные комплекты имеют одинаковую длину, но размещены на разной высоте, при этом пружины со стороны середины тепловоза расположены выше пружин со стороны его края. Между кронштейном буксы со стороны середины и рамой на поворотных шарнирах установлен гидравлический гаситель колебаний, расположенный под небольшим углом к вертикали вбок.
Для передачи тяговых и тормозных усилий от буксы к раме и её поддержания в устойчивом положении используются верхний и нижний поводки. Они крепятся через шарнирные механизмы к буксе и к выступающим вниз кронштейнам рамы колёсного блока. Со стороны середины тепловоза поводок расположен под пружинным комплектом на одном уровне с опорным кронштейном последнего ниже оси буксы и крепится к большому диагональному кронштейну рамы, а со стороны края тепловоза поводок расположен над пружинным комплектом выше оси буксы и крепится к малому кронштейну.
Колёсные пары ТГМК2 приводные и состоят из оси и двух колёс, поддерживаемых буксами и приводимых во вращение осевым редуктором. По конструкции они аналогичны колёсным парам более мощных четырёхосных тепловозов ТГМ4 и ТГМ6 производства Людиновского завода. Ходовые колёса сплошные и снабжены бандажами. Диаметр колёс с новыми бандажами по кругу катания составляет 1050 мм.
Тормозная система каждой колёсной пары состоит из двух пневматических тормозных цилиндров (по одному с каждой стороны), рычажной передачи и приводимых ей тормозных колодок. Тормозные цилиндры закреплены сбоку рамы колёсного блока ближе к середине тепловоза и приводят в движение рычажную передачу,состоящую из поворачивающихся рычагов, подвесок и тяг. Каждое колесо снабжено двумя тормозными колодками, обжимающими его при торможении с двух сторон и приводимых от тормозного цилиндра через рычажную передачу.

### Интерьер кабины
Кабина тепловоза двухсторонняя. С левой стороны каждой торцевой стены кабины расположена входная дверь, а справа от неё — пульт управления, позади которого установлено кресло машиниста. Кресло снабжено мягкой наклонной спинкой с подголовником и подлокотниками и имеет обивку чёрного и оранжевого цветов. Сбоку от рабочего места машиниста расположено по три окна, из которых среднее расположено напротив кресла машиниста и имеет сдвигающуюся назад форточку. Лобовое и переднее боковое окно напротив пульта управления оборудованы опускающимися вниз солнцезащитными шторками.
Пульт управления представляет собой столешницу голубого цвета, размещённую на левой тумбе и оборудованную возвышением с приборными панелями серого и чёрного цвета, и по конструкции в значительной степени унифицирован с пультами управления других российских маневровых тепловозов. В левой части пульта корпус приборных панелей расположен под углом к машинисту вблизи к краю, а горизонтальная часть пульта с основными приборами управления слева заужена. 
В верхней части пульт имеет четыре панели, расположенные почти вертикально под небольшим уклоном — одну слева, одну на углу спереди слева и две спереди, на которых расположены приборы мониторинга и переключатели. У пульта со стороны переднего капота на левой панели находятся переключатели стеклоочистителей, обогрева и прочих систем локомотива, на угловой панели — бортовой компьютер многофункциональной системы управления и диагностики, на передней левой панели — стрелочный электронный скоростемер КПД-3ПВ с цифровыми дисплеями и кнопками выбора отображаемой информации (дата, время, пройденный путь, лента), а на передней правой — пневматические манометры давления в тормозном цилиндре (слева вверху), уравнительном резервуаре (справа вверху) и тормозной/напорной магистрали (в центре снизу). Приборные панели пульта со стороны заднего капота несколько отличаются от пульта со стороны переднего — на левой панели переключатели имеют иное расположение, вместо бортового компьютера установлен небольшой дисплей с двумя кнопками, а скоростемер имеет более компактную панель без стрелок, под которой расположены сигнальные лампы.
Горизонтальная часть пульта содержит основные приборы управления локомотивом и разделена на три части, расположенные напротив угловой и двух передних панелей приборов мониторинга. В левой части расположена рукоятка контроллера машиниста, который имеет 8 позиций, переключатели реверса, ступеней гидропередачи, автосцепки и ряда других систем, по центру — предметный столик с креплением для маршрутных и путевых листов, а справа — панель кнопок и переключателей различных систем тепловоза. Справа от пульта расположены пневматические краны локомотивного и поездного тормоза с рукояткой, поворачиваемой в горизонтальной плоскости. Кнопки и их расположение на горизонтальной части переднего и заднего пультов управления также имеют различия.
Над верхней части пульта управления слева установлены индикаторы системы телемеханической системы контроля бодрствования машиниста (ТСКБМ), а справа над пультом в углу стен закреплён светофор автоматической локомотивной сигнализации.

### Силовая часть

#### Дизельный двигатель
Под передним капотом тепловоза расположен рядный шестицилиндровый дизельный двигатель КАМАЗ 910.10-550. Данный двигатель изначально был создан КАМАЗом для своих грузовых автомобилей совместно с немецкой компанией Liebherr на основе конструкции половины двенадцатицилиндрового V-образного двигателя Liebherr D946 с целью повышения экономичности и компактности при сохранении хороших эксплуатационных характеристик.
Двигатель имеет шесть цилиндров, скомпонованных в один ряд, благодаря чему по сравнению с V-образными двигателями схожей мощности имеет более компактные габариты, а его обслуживание и ремонт упрощаются за счёт большей простоты конструкции. Цилиндры имеют распределительный вал и снабжены раздельными чугунными головками, каждая из которых имеет по четыре клапана. Двигатель имеет мокрые гильзы, одноступенчатый турбонаддув с охладителем наддувочного воздуха, аккумуляторную топливную систему с электронным управлением подачей топлива, обработкой отработавших газов и бортовой диагностикой. По уровню выброса вредных веществ он соответствует экологическому стандарту Евро-5.
Номинальная мощность двигателя составляет 404 кВт (550 л.с.), однако существуют его модификации уменьшенной мощности в 280, 294, 331 и 368 кВт (380, 400, 450 и 500 л. с. соответственно), которые при желании заказчика могут быть установлены на тепловозе вместо штатной. Удельная мощность у базовой версии составляет 33,75 кВт/л, а расход топлива — 183 г/кВт·ч. Диаметр цилиндра двигателя составляет 130 мм, ход поршня — 150 мм, рабочий объём — 6 × 1,991 = 11,946 л., номинальная частота вращения коленчатого вала — 1900 об/мин, максимальный крутящий момент — от 1700 до 2540 Н·м (в зависимости от модификации) при частоте вращения 1300 об/мин. Размеры двигателя составляют 1373 × 927 × 1156 мм, масса — 1140 кг.

#### Гидропередача
Для передачи вращающего момента от дизельного двигателя к колёсным парам тепловоза используется гидромеханическая передача, разработанная и производимая Калужским заводом специально для данной модели тепловоза. Передача имеет три ступени, переключаемые фрикционными муфтами, и серийный блокируемый гидротрансформатор. Передаточные отношения редуктора подобраны таким образом, что тепловоз может работать с сохранением высокого коэффициента полезного действия во всём диапазоне скоростей движения без разделения на поездной и маневровый режимы работы. Вращающий момент от гидропередачи к осевым редукторам колёсных пар передаётся через карданные валы, расположенные под серединой тепловоза с небольшим наклоном вниз.

#### Компрессор
Для нагнетания сжатого воздуха в пневматическую систему на тепловозе используется винтовой компрессор АКВ-5,25/1 ПУ2 производства Челябинского компрессорного завода, который также применяется на тепловозах ТЭМ9, ТЭМ7 и ТЭМ14 производства Людиновского тепловозостроительного завода. Компрессор установлен под задним капотом тепловоза. По сравнению с поршневыми компрессорами, винтовые являются более экономичными и неприхотливыми по условиям эксплуатации При работе компрессора осуществляется постоянное смазывание его трущихся частей маслом, что препятствует их износу и увеличивает срок службы агрегата, который составляет до 40 лет. Также масло улучшает отвод тепла из блока сжатия воздуха и предотвращает подачу сжатого воздуха обратно. Работа компрессора регулируется системой управления, которая позволяет отслеживать технические неисправности, уровень масла, объём и давление сжатого воздуха и другие параметры. Производительность компрессора составляет не менее 5,25 м³/мин, конечное избыточное давление воздуха — 1 МПа, объём заливаемого масла - 20 литров, расход масла при работе компрессора - 6 г/ч, частота вращения вала компрессора – до 1450 об/мин, мощность – 37 кВт. Длина, ширина и высота компрессора составляют 1540 x 760 x 1050 мм, масса — 700 кг.

#### Охлаждающие устройства
Под задним капотом тепловоза наряду с компрессором также расположено охлаждающее устройства масла гидропередачи, а справа от переднего капота снаружи — охлаждающее устройство дизеля с вентиляторами.

### Система управления
Тепловоз оборудован микропроцессорной системой управления и диагностики, разработанной Всероссийским научно-исследовательским конструкторско-технологическим институтом подвижного состава (ОАО «ВНИКТИ») в Коломне. Электрические цепи управления выполнены по однопроводной схеме и имеют напряжение 27 В.